# 후라노 비에이 노롯코호
후라노 비에이 노롯코호(일본어: 富良野・美瑛ノロッコ号 ふらの・びえいノロッコごう[*])는 홋카이도 여객철도(JR 홋카이도)에서 후라노선 아사히카와역・비에이역에서 후라노역 사이에 운영하는 노롯코열차(임시열차)이다. 1997년 6월부터 운행이 시작되었다.
1989년 6월에 운행을 시작한 구시로온천 노롯코호가 인기를 얻으면서, 홋카이도를 대표하는 관광철도 노선인 후라노선에서도 1997년 6월부터 노롯코호를 운행하기 시작하였다. 라벤더가 피어나 있거나 눈이 쌓인 상태의 후라노와 비에이의 언덕을 구경하며 탈 수 있다. '노롯코'(ノロッコ)는 '천천히'라는 뜻의 '노로노로'(ノロノロ)와 '토롯코'(トロッコ)를 합친 말이다.
주로 6월에서 10월까지 운영하며, 하루에 최대 3번 왕복 운행한다. 1왕복인 1호와 6호는 아사히카와역에서, 2왕복인 2~5호는 비에이역에서 출발 및 도착한다. 정차하는 역은 아사히카와역 - 비에이역 - 비바우시역 - 카미후라노역 - 라벤더바타케역 - 나카후라노역 -  후라노역 순서이다.